# Paul-Gédéon Joly de Maïzeroy
Paul-Gédéon Joly de Maïzeroy , född 1719 i Metz, död 1780 i Metz, var en fransk officer och militärteoretiker. 
Maïzeroy deltog i kampanjerna i Böhmen och Flandern tillsammans med Moritz av Sachsen.
Mellan 1766 och 1773 gav han ut flera viktiga arbeten krönta med boken Théorie de la guerre (1777). Som många andra ansåg han att all militärteori värd namnet måste utgöras av en syntes mellan de klassiska grekiska och romerska tänkarna och den samtida erfarenheten. Maïzeroy var en av de första som behandlade operationskonsten. Han menade att medan taktiken precis som fortifikationskonsten lät sig reduceras till ett antal fasta regler, var operationskonsten beroende av den rad faktorer: fysiska, politiska och moraliska. 